# Фестиваль Оро
Фестива́ль Оро́ (йоруба Orò) — щорічне традиційне свято, що відзначається у різних містах і селищах народу йоруба. Це патріархальне свято, у якому беруть участь лише чоловіки — нащадки місцевих родів за чоловічою лінією. Фестиваль присвячується оріші Оро, йорубському божеству ритуальних ромбів і громадського правосуддя.

## Обрядовість
Згідно усним переказам, у фестивалі можуть брати участь лише чоловіки, які є нащадками місцевих жителів за чоловічою лінією. Жінкам та стороннім не дозволяється бачити Оро, тому під час святкування вони залишаються в приміщеннях. Супровідні до святкування Оро церемонії відрізняються від громади до громади, так, одна з них проводиться на честь смерті місцевого монарха. Сконання оби (Oba) або іншого важливого представника влади знаменується особливим обрядом спокутування і періодом жалоби.
Йоруба вірять, що Оро зазвичай прихований від очей людей, проявляючись лише під час святкування. Його поява супроводжується пронизливими свистячими звуками. Вважається, що такі свистки видає його дружина на ім'я Маджову (Majowu). Під час фестивалю «голос» Оро наповнює як громадський, так і приватний простори, згідно з повір'ями, благословляючи всіх, хто його чує.

## Суперечності
Фестиваль Аро викликає критику через обмеження свободи жінок, яким наказано залишатися у приміщеннях протягом усього дня святкування. Вважається, що порушення цієї заборони та «зустріч» з Оро загрожує жінці тяжкими нещастями, аж до передчасної смерті. Водночас, йоруба щороку також відзначають життєствердне свято Ґеледе (Gẹ̀lẹ̀dẹ́), який є торжеством жіночності і материнства, вшановуючи праматір Ія-Нла та підкреслюючи силу й важливість жінок у йорубському суспільстві.
Щодо таких вірувань йоруба кажуть:
Жінки можуть брати участь у Еґунґуні, жінка може випробувати Ґеледе. Але якщо жінка спогляне на Оро, він обов'язково її забере.Оригінальний текст Шаблон:Ref-yo
Awo Egúngún l'obìrin le ṣe, Awo Gẹ̀lẹ̀dẹ́ l’obìnrin le mọ̀. Bí obìnrin bá fi ojú kan Orò, Orò á gbe lọ.

## Пов'язані інциденти
У 2001 році фестиваль Оро в Шаґаму був зірваний мусульманами хауса-фулані, що призвело до тимчасового розладу між йоруба і громадами нападників.

## Відображення у літературі
Фестиваль Оро згадано в романі Д. О. Фаґунви 1954 року «Ìrìnkèrindó nínú Igbó Elégbèje» («Похід на гору Думки»). У ньому мати Оложумажеле в страху біжить у лісову хащу, почувши гомін ритуальних ромбів Оро, що долинає звідусіль. Однак, як з'ясовується, ніякого маскараду не було — лише лісові злі духи наслідували звуки священних інструментів.